# المعارف
المعارف کتابی نوشتهٔ ابن قتیبه دینوری است. ابن قتیبه خود این کتاب را «مجموعهٔ معارفی دانسته که هیچ انسان فرهنگ‌یافته‌ای از دانستن آن گریزی ندارد.» خلاصه‌ای از تاریخ کهن، پیامبر و صحابه، تابعین، اصحاب رأی و حدیث، قرّاء، خلفای اموی و عباسی، افراد بنام دولت، نسب‌شناسان و راویان شعر، مطالب کتاب را تشکیل می‌دهند.